# И лепша и боља
И лепша и боља је други студијски албум Гоге Секулић који је изашао 2001. године на аудио касети и компакт диску за Best Records и JVP Vertrieb AG.